# Гімнастика на літніх Олімпійських іграх 1956
Змагання з гімнастики на літніх Олімпійських іграх 1956 в Мельбурні тривали з 3 до 7 грудня на Стадіоні Західного Мельбурна, розташованому за 3,4 км від головної олімпійської споруди Мельбурн Крикет Граунд. Розіграно 15 комплектів нагород у спортивній гімнастиці (8 серед чоловіків і 7 серед жінок).

## Медальний залік

### Чоловіки
| Дисципліни         | Золото                                                                                          | Срібло                                                                                          | Бронза |
| ------------------ | ----------------------------------------------------------------------------------------------- | ----------------------------------------------------------------------------------------------- | --- |
| Абсолютна першість | Віктор Чукарін (URS)                                                                            | Такаші Оно (JPN)                                                                                | Юрій Титов (URS)                                                                                                 |
| Командна першість  | СРСР (URS) Альберт Азарян Віктор Чукарін Валентин Муратов Борис Шахлін Павло Столбов Юрій Титов | Японія (JPN) Нобуюкі Айхара Акіра Коно Масамі Кубота Такаші Оно Масао Такемото Шінсаку Цукавакі | Фінляндія (FIN) Раймо Гейнонен Олаві Лаймувірта Онні Лаппалайнен Берндт Ліндфорс Мартті Мансікка Калеві Суоніємі |
| Вільні вправи      | Валентин Муратов (URS)                                                                          | Нобуюкі Айхара (JPN)                                                                            | не нагороджували                                                                                                 |
| Вільні вправи      | Валентин Муратов (URS)                                                                          | Віллам Торессон (SWE)                                                                           | не нагороджували                                                                                                 |
| Вільні вправи      | Валентин Муратов (URS)                                                                          | Віктор Чукарін (URS)                                                                            | не нагороджували                                                                                                 |
| Перекладина        | Такаші Оно (JPN)                                                                                | Юрій Титов (URS)                                                                                | Масао Такемото (JPN)                                                                                             |
| Паралельні бруси   | Віктор Чукарін (URS)                                                                            | Masumi Kubota (JPN)                                                                             | Такаші Оно (JPN)                                                                                                 |
| Паралельні бруси   | Віктор Чукарін (URS)                                                                            | Masumi Kubota (JPN)                                                                             | Масао Такемото (JPN)                                                                                             |
| Кінь               | Борис Шахлін (URS)                                                                              | Такаші Оно (JPN)                                                                                | Віктор Чукарін (URS)                                                                                             |
| Кільця             | Альберт Азарян (URS)                                                                            | Валентин Муратов (URS)                                                                          | Масао Такемото (JPN)                                                                                             |
| Кільця             | Альберт Азарян (URS)                                                                            | Валентин Муратов (URS)                                                                          | Masumi Kubota (JPN)                                                                                              |
| Опорний стрибок    | Гельмут Банц (EUA)                                                                              | не нагороджували                                                                                | Юрій Титов (URS)                                                                                                 |
| Опорний стрибок    | Валентин Муратов (URS)                                                                          | не нагороджували                                                                                | Юрій Титов (URS)                                                                                                 |

### Жінки
| Дисципліни                  | Золото | Срібло | Бронза |
| --------------------------- | --- | --- | --- |
| Абсолютна першість          | Лариса Латиніна (URS)                                                                                                 | Агнеш Келеті (HUN) | Софія Муратова (URS)                                                                                                 |
| Командна першість           | СРСР (URS) Поліна Астахова Людмила Єгорова Лідія Калиніна Лариса Латиніна Тамара Маніна Софія Муратова                | Угорщина (HUN) Андреа Мольнар-Бодо Ержебет Гуляш-Кетелеш Агнеш Келеті Аліса Кертес Маргіт Коронді Ольга Лемхеньї-Ташш | Румунія (ROU) Джорджета Хурмузакі Сонія Іован Елена Леуштяну Елена Мергеріт Елена Секелич Емілія Ветешою             |
| Колода                      | Агнеш Келеті (HUN) | Єва Босакова (TCH) | не нагороджували |
| Колода                      | Агнеш Келеті (HUN) | Тамара Маніна (URS)                                                                                                   | не нагороджували |
| Вільні вправи               | Агнеш Келеті (HUN) | не нагороджували | Єлена Леуштяну (ROU)                                                                                                 |
| Вільні вправи               | Лариса Латиніна (URS)                                                                                                 | не нагороджували | Єлена Леуштяну (ROU)                                                                                                 |
| Різновисокі бруси           | Агнеш Келеті (HUN) | Лариса Латиніна (URS)                                                                                                 | Софія Муратова (URS)                                                                                                 |
| Опорний стрибок             | Лариса Латиніна (URS)                                                                                                 | Тамара Маніна (URS)                                                                                                   | Ольга Лемхеньї-Ташш (HUN)                                                                                            |
| Опорний стрибок             | Лариса Латиніна (URS)                                                                                                 | Тамара Маніна (URS)                                                                                                   | Анн-Софі Петтерссон (SWE)                                                                                            |
| Командні вправи з предметом | Угорщина (HUN) Андреа Мольнар-Бодо Ержебет Гуляш-Кетелеш Агнеш Келеті Аліса Кертес Маргіт Коронді Ольга Лемхеньї-Ташш | Швеція (SWE) Карін Ліндберґ Анн-Софі Петтерссон Ева Ренстрем Еві Берґґрен Доріс Гедберґ Мауд Карлен                   | СРСР (URS) Поліна Астахова Людмила Єгорова Лідія Калиніна Лариса Латиніна Тамара Маніна Софія Муратова               |
| Командні вправи з предметом | Угорщина (HUN) Андреа Мольнар-Бодо Ержебет Гуляш-Кетелеш Агнеш Келеті Аліса Кертес Маргіт Коронді Ольга Лемхеньї-Ташш | Швеція (SWE) Карін Ліндберґ Анн-Софі Петтерссон Ева Ренстрем Еві Берґґрен Доріс Гедберґ Мауд Карлен                   | Польща (POL) Гелена Ракочі Наталія Кот-Вала Данута Стахов Дорота Горзонек-Йокель Барбара Слізовська Лідія Щербинська |

## Таблиця медалей
| Місце               | Країна                           | Золото | Срібло | Бронза | Загалом |
| ------------------- | -------------------------------- | ------ | ------ | ------ | ------- |
| 1                   | СРСР (URS)                       | 11     | 6      | 6      | 23      |
| 2                   | Угорщина (HUN)                   | 4      | 2      | 1      | 7       |
| 3                   | Японія (JPN)                     | 1      | 5      | 5      | 11      |
| 4                   | Об'єднана німецька команда (EUA) | 1      | 0      | 0      | 1       |
| 5                   | Швеція (SWE)                     | 0      | 2      | 1      | 3       |
| 6                   | Чехословаччина (TCH)             | 0      | 1      | 0      | 1       |
| 7                   | Румунія (ROU)                    | 0      | 0      | 2      | 2       |
| 8                   | Польща (POL)                     | 0      | 0      | 1      | 1       |
| 8                   | Фінляндія (FIN)                  | 0      | 0      | 1      | 1       |
| Загалом (9 збірних) | Загалом (9 збірних)              | 17     | 16     | 17     | 50      |